# Randy Bernard
Randall „Randy“ Bernard (* 31. Januar 1967) ist ein US-amerikanischer Sport-Funktionär. Er war von 1995 bis 2010 Geschäftsführer der Professional Bull Riders. Von 2010 bis Oktober 2012 war er Chief Executive Officer des Automobilsport-Veranstalters IndyCar.

## Karriere

### Professional Bull Riders (1995–2010)
Bernard gründete 1995 die Professional Bull Riders, eine professionelle Liga im Bullenreiten. Er leitete die Professional Bull Riders bis Anfang 2010 als Geschäftsführer. In seiner Zeit entwickelte sich die Professional Bull Riders zu einer „Multi-Millionen-Dollar-Unternehmung“.

### IndyCar (2010 bis 2012)
Anfang Februar 2010 wurde Bernard als neuer Chief Executive Officer (CEO) des Rennveranstalters Indy Racing League vorgestellt. Er trat die Nachfolge von Tony George, der bereits im Sommer 2009 zurückgetreten war, an. Bernard ist in dieser Funktion überwiegend für die Organisation der IndyCar Series verantwortlich. Nach eigenen Aussagen hatte er vor diesem Engagement noch nie ein IndyCar-Rennen vor Ort gesehen. Ein Jahr nach Beginn seiner Amtszeit wurde der Veranstalter in IndyCar umbenannt.
In Bernards Amtszeit fällt die Einführung eines neuen Chassis für die IndyCar Series, dem Dallara DW12, sowie die Einführung eines neuen Motorenreglements, dass weitere Hersteller in die Rennkategorie bringt. Ein Ziel Bernards ist es, das Verhältnis von Oval- und Nicht-Ovalkursen in der IndyCar Series ausgeglichen zu gestalten.
Ein weiterer Schwerpunkt von Bernard ist die Steigerung des Marketings der IndyCar Series. Für das Saisonfinale der IndyCar-Series-Saison 2011 lobte er eine Prämie von fünf Millionen US-Dollar aus, für den Fall, dass ein Gaststarter dieses Rennen für sich entscheiden würde. Zwar meldeten sich für das Rennen 34 Fahrer an, was einen neuen Rekord für ein Rennen außerhalb des Indianapolis 500 darstellte, allerdings war kein Gaststarter dabei. Stattdessen erhielt Dan Wheldon die Möglichkeit, mit einem Sieg die Hälfte der Prämie zu gewinnen. Die andere Hälfte wäre an einen Fan gegangen. Allerdings verunglückte Wheldon bei dem Rennen tödlich. Er war in einen Massenunfall mit 15 Fahrzeugen verwickelt.
Am 28. Oktober 2012 gab das Board of Directors (Vorstand und Aufsichtsrat) von IndyCar bekannt, dass Bernard entlassen wurde.

## Seit 2012
Aktuell ist Bernard Geschäftsführer bei GhostTunes.com.